# Randersacker
Randersacker település Németországban, azon belül Bajorországban. Lakosainak száma 3489 fő (2023. december 31.). Randersacker Gerbrunn, Theilheim, Biebelried, Ochsenfurt, Eibelstadt és Würzburg községekkel határos.

## Népesség
A település népessége az elmúlt években az alábbi módon változott:
| Lakosok száma | 1450 | 2922 | 3314 | 3507 | 3356 | 3366 | 3405 | 3383 | 3504 | 3489 |
|               | 1875 | 1950 | 1975 | 1987 | 2012 | 2014 | 2016 | 2017 | 2021 | 2023 |